# Державний кордон Ірландії

Карта Ірландії

Державний кордон Ірландії — державний кордон, лінія на поверхні Землі та вертикальна поверхня, що проходить по цій лінії, що визначають межі державного суверенітету Ірландії над власними територією, водами, природними ресурсами в них і повітряним простором над ними.

## Сухопутний кордон
Загальна довжина кордону — 490 км. Ірландія межує лише з однією державою. Уся територія країни суцільна, тобто анклавів чи ексклавів не існує.
Ділянки державного кордону
| Держава         | Ділянка        | Довжина (км) | Прикордонні регіони | Примітки |
| --------------- | -------------- | ------------ | ------------------- | -------- |
| Велика Британія | північний схід | 490          |                     |          |

## Морські кордони
Ірландія на сході омивається водами Ірландського моря, на південному сході — Кельтського, з інших сторон безпосередньо водами Атлантичного океану. Загальна довжина морського узбережжя 1448 км. Згідно з Конвенцією Організації Об'єднаних Націй з морського права (UNCLOS) 1982 року, протяжність територіальних вод країни встановлено в 12 морських миль (22,2 км). Виключна рибальська зона встановлена на відстань 200 морських миль (370,4 км) від узбережжя.